# Pseudoderopeltis caffra
Pseudoderopeltis caffra es una especie de cucaracha del género Pseudoderopeltis, familia Blattidae.

## Distribución
Esta especie se encuentra en Botsuana, Sudáfrica, Mozambique, Zimbabue y Zambia.